# Crella gracilis
Crella gracilis är en svampdjursart som först beskrevs av Alander 1942.  I den svenska databasen Dyntaxa används istället namnet Yvesia gracilis. Enligt Catalogue of Life ingår Crella gracilis i släktet Crella och familjen Crellidae, men enligt Dyntaxa är tillhörigheten istället släktet Yvesia och familjen Crellidae.
Artens utbredningsområde är Sverige. Arten är reproducerande i Sverige. Inga underarter finns listade i Catalogue of Life.